# West Monroe (Louisiana)
West Monroe is een plaats (city) in de Amerikaanse staat Louisiana, en valt bestuurlijk gezien onder Ouachita Parish.

## Demografie
Bij de volkstelling in 2000 werd het aantal inwoners vastgesteld op 13.250.
In 2006 is het aantal inwoners door het United States Census Bureau geschat op 13.028, een daling van 222 (-1.7%).

## Geografie
Volgens het United States Census Bureau beslaat de plaats een oppervlakte van 20,6 km², waarvan 20,0 km² land en 0,6 km² water. De plaats ligt aan de westelijke oever van de Ouachita, tegenover Monroe.

## Plaatsen in de nabije omgeving
De onderstaande figuur toont nabijgelegen plaatsen in een straal van 16 km rond West Monroe.

## Geboren
- James Halsell (1956), astronaut